# 이중굴절버스

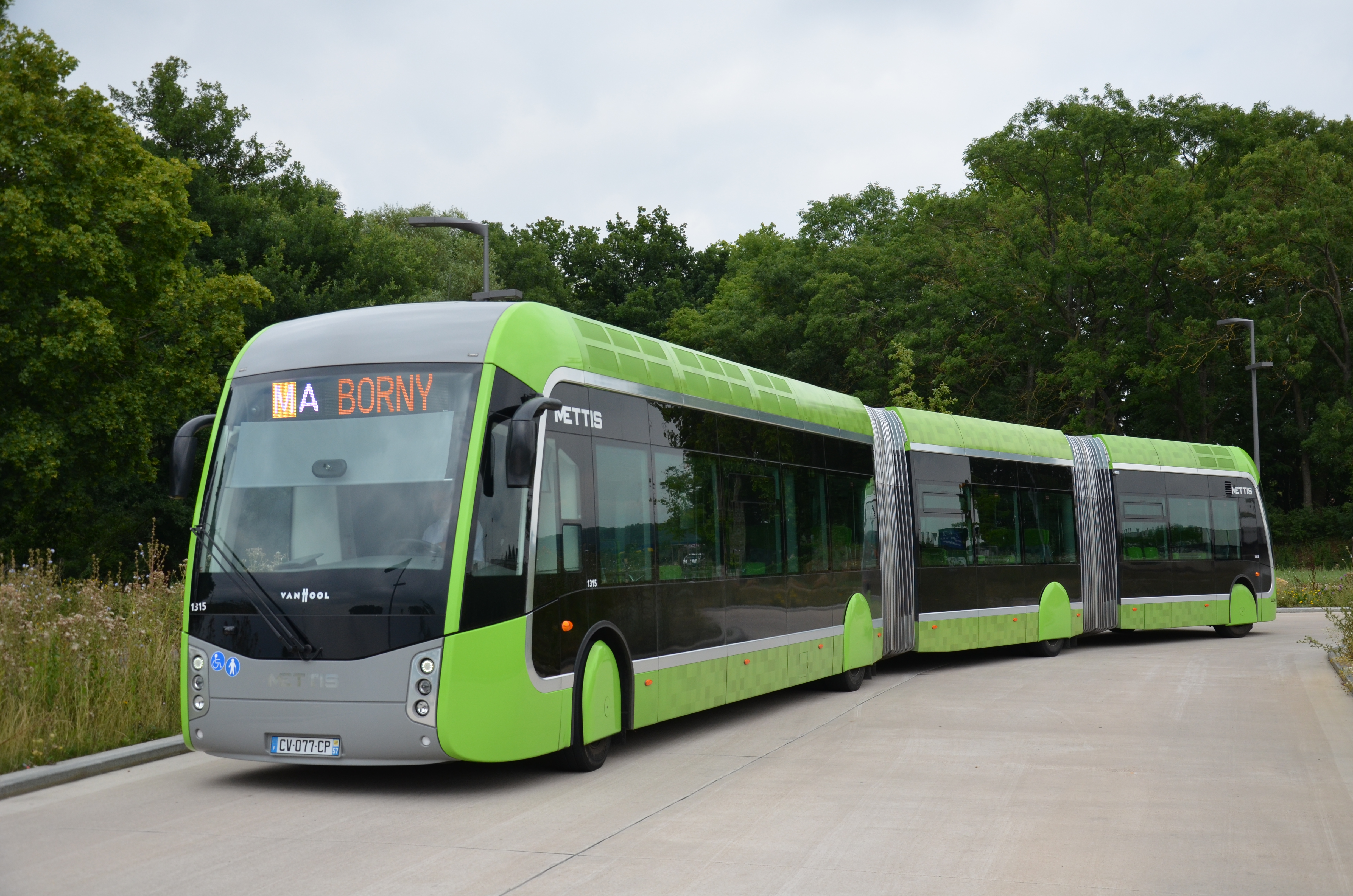
프랑스 메스의 이중굴절버스

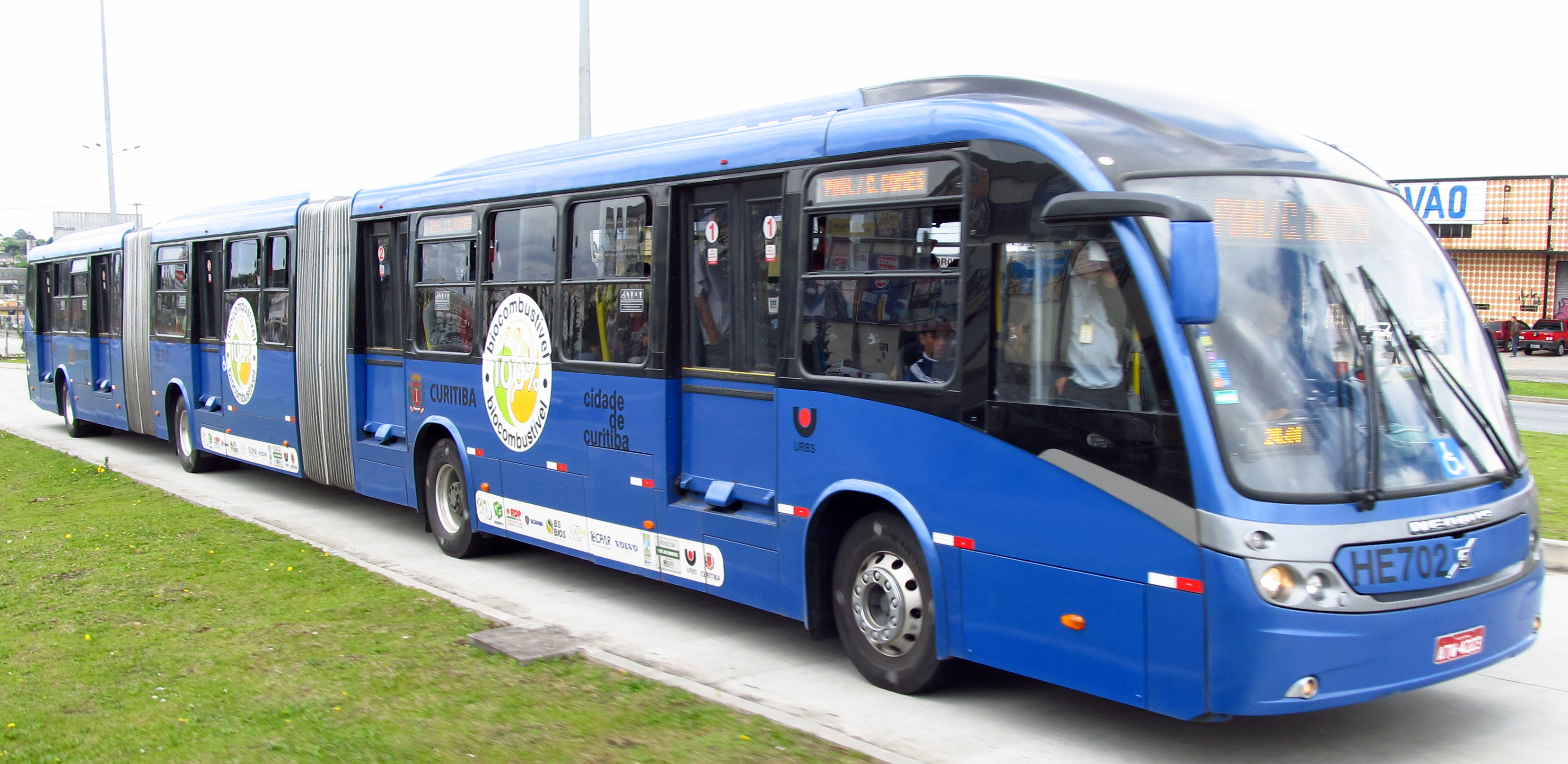
브라질 쿠리치바의 이중굴절버스

이중굴절버스(二重屈折-, 영어: Bi-articulated bus)는 다인승 굴절버스의 일종으로, 일반적인 굴절버스에 비해 굴절부를 1개 더 추가한 모습을 한 교통수단이다. 프랑스를 시작으로 하여 유럽·남아메리카·중국·캐나다 등 다양한 국가에서 대중교통 수단으로 운용 중이다.

## 같이 보기
- 로드 트레인